# Mitromorpha hewitti
Mitromorpha hewitti é uma espécie de gastrópode do gênero Mitromorpha, pertencente a família Mitromorphidae.